# Bangladés en los Juegos Olímpicos de Londres 2012
Bangladés estuvo representado en los Juegos Olímpicos de Londres 2012 por cinco deportistas, cuatro hombres y una mujer, que compitieron en cinco deportes.
El portador de la bandera en la ceremonia de apertura fue el nadador Mahfizur Rahman Sagor. El equipo olímpico bangladesí no obtuvo ninguna medalla en estos Juegos.